# Море Краевое
Мо́ре Краево́е (лат. Mare Marginis) — лунное море на восточном краю видимого диска Луны.
Море Краевое лежит в гипотетическом бассейне донектарского возраста.
Селенографические координаты центра — 12°42′ с. ш. 86°30′ в. д. / 12,7° с. ш. 86,5° в. д., диаметр составляет 420 км.

## Кратеры
Непосредственно в Море Краевом лежит кратер Тейлер. К югу расположены крупные кратеры Непер и Янский (лат. Jansky), на северо-западе — кратеры Годдард и Ибн Юнус.
К западу от Моря Краевого расположена группа тёмных областей, носящих неофициальное название Озеро Кошачьей Улыбки (лат. Lacus Risus Felis).

## Название
Название Моря Краевого впервые появилось в каталоге Ю. Франца «Die Randlandschaften des Mondes», изданном в 1913 году. Оно было включено в первый утверждённый Международным астрономическим союзом каталог названий деталей поверхности Луны, изданный М. Благг и К. Мюллером в 1935 году.